# 磐田市民文化会館
磐田市民文化会館（いわたしみんぶんかかいかん）は、静岡県磐田市上新屋にある文化施設である。愛称はかたりあ。

## 概要
現行の施設は、旧館が老朽化したことから移転、新築したものである。愛称の「かたりあ」は新築に合わせて募集されたもので、「語り合う」とラテン語の地名接尾辞「-ia」を掛け合せた造語である。
- ホール：1508席
- 楽屋：6室
- リハーサル室：1室
- 創造活動室：4室

旧館は磐田市の文化の振興のため、1979年（昭和54年）磐田市二之宮東に建設された多目的ホールであり、座席数・規模ともに静岡県内最大級の大きさであった。磐田市の中心市街地にあり、また市外からの来場者のことも配慮して、JR東海道本線磐田駅より徒歩圏内というアクセスの利便さが特徴であった。築後40年を経たこの施設は老朽化やバリアフリーの未対応、駐車施設の容量不足などの問題を抱えていた。現行館の開館に先立って旧館は閉館し、解体が行われる。

## 交通アクセス
- JR東海道線豊田町駅より徒歩約35分。
- 遠鉄バス80中ノ町磐田線「郷社裏」停留所から徒歩約15分。（JR東海道線磐田駅からバスで約10分。）
- 東名高速道路磐田インターチェンジより車で22分。
- 東名高速道路浜松インターチェンジより車で22分。
- 駐車場:317台（内、障がい者用6台）
- 磐田市デマンド型乗合タクシー「お助け号」各路線

駐車場混雑時は、出庫方法の制限をする場合がある。

## その他
- 開館時間:9:00–21:30
- 休館日:月曜日、年末年始